# Евольвента

Приклад побудови евольвенти кривої

Евольвента (від лат. evolvens — що розгортає) плоскої лінії {\displaystyle L}  — це лінія {\displaystyle L_{*}}, по відношенню до якої {\displaystyle L} є еволютою.
Іншими словами, це крива, що описується кінцем гнучкої нерозтяжної нитки закріпленої в деякій точці, що змотується з плоскої кривої.

## Рівняння евольвенти
Якщо лінія {\displaystyle l} задана рівнянням {\displaystyle {\bar {r}}={\bar {r}}(s)\ } ({\displaystyle s} — параметр довжини кривої), то рівняння властивості її евольвенти має вигляд
{\displaystyle {\bar {\psi }}={\bar {r}}+(\alpha -s){\dot {\bar {r}}}},
де {\displaystyle \alpha } — довільний параметр.
Для параметрично заданої кривої {\displaystyle (x(t),y(t))} рівняння евольвенти
{\displaystyle X(t)=x(t)-{\frac {x'(t)}{\sqrt {x'(t)^{2}+y'(t)^{2}}}}\int _{a}^{t}{\sqrt {x'(t)^{2}+y'(t)^{2}}}\,dt}
{\displaystyle Y(t)=y(t)-{\frac {y(t)'}{\sqrt {x'(t)^{2}+y'(t)^{2}}}}\int _{a}^{t}{\sqrt {x'(t)^{2}+y'(t)^{2}}}\,dt}

## Приклад

Анімація побудови евольвенти кола

Евольвентою кола є спіралеподібна крива, котра описується кінцем гнучкої нерозтяжної нитки, що змотується з кола заданого радіуса.
Рівняння евольвенти кола мають вигляд:
{\displaystyle ~x=r(\cos(t)+t\sin(t))}
{\displaystyle ~y=r(\sin(t)-t\cos(t))}
де {\displaystyle t} — кут положення на колі точки дотику нитки до кола, a {\displaystyle r} — радіус кола.

## Побудова евольвенти кола заданого діаметра

Евольвента кола

Задане коло з діаметром {\displaystyle d\!}, з центром в точці {\displaystyle o\!}.
Дане коло ділимо на дванадцять рівних частин. В точках 2, 3, 4. проводимо дотичні до кола, спрямовані в один бік. Точки евольвенти знаходимо виходячи з того, що при розгортанні кола точка {\displaystyle B^{2}\!}, повинна розміщатись від точки 2 на відстані, рівній довжині дуги між точками 1 і 2, а точка {\displaystyle B^{3}\!}, повинна розміщатись від точки 3 на відстані, рівній довжині дуги між точками 1 і 3 (дві довжини попередньої дуги), і так далі
Точне розташування точок евольвенти отримаємо, відкладаючи по дотичних довжини відповідних дуг. Довжину дуги між точками 1 і 2 визначається за формулою
{\displaystyle a={\frac {\pi d}{m}},\!}
де {\displaystyle d\!} — діаметр кола; {\displaystyle m\!} — число частин, на яке розділено коло.
Отримавши низку точок евольвенти сполучаємо їх плавною лінією.
В даному випадку коло з діаметром {\displaystyle d\!} є еволютою до цієї евольвенти.

## Застосування
У техніці форму евольвенти кола мають:
- профіль зуба для коліс зубчастої передачі;
- форма кожуха радіального вентилятора;
- вихори потоків у циклонах та ін.

У системах автоматизованого проектування іноді використовують кубічні криві Безьє для наближеного опису евольвентних кривих у евольвентних зачепленнях.